# X10 (Protokoll)

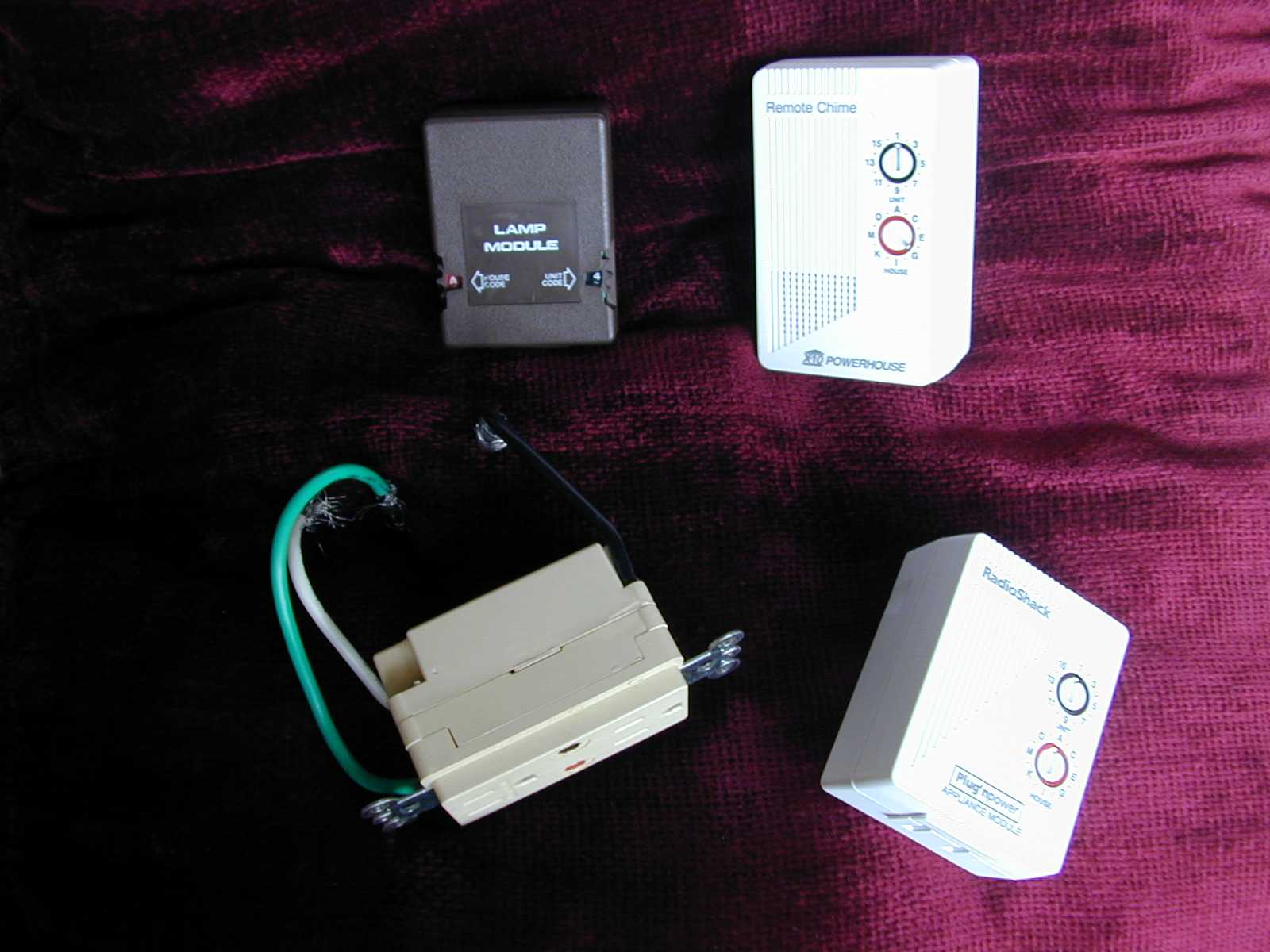
X10-Module

Bei X10 handelt es sich um ein stromleitungsbasiertes Netzwerkprotokoll zur Gebäudeautomation, bei dem die Schaltsignale über die vorhandene Hausinstallation gesendet werden (115/230 V, 60 Hz (USA) oder 230/400 V, 50 Hz (Europa)), ohne dass neue Leitungen verlegt werden müssen. Es können damit einfache Schaltvorgänge automatisiert und ferngesteuert werden. Die Schalter oder Steuerelemente werden entweder fest installiert oder in Steckdosen gesteckt und kommunizieren untereinander über 120-kHz-Steuersignale. Diese werden zur Erhöhung der Schaltsicherheit, und um Störungen durch Phasenanschnitt (Dimmer) zu entgehen, nur während der Nulldurchgänge der Wechselspannung gesendet. Das Konzept ist ähnlich wie bei neueren Varianten, die die Hausgerätevernetzung über die Stromleitung ermöglichen. Diese verwenden jedoch andere Signalübertragungsverfahren (zwei Frequenzen, Streuspektren und andere), die weniger störanfällig sind und eine höhere Signalübertragungsrate ermöglichen. Zusätzlich zu den reinen stromnetzbasierten Elementen gibt es für X10 auch Fernbedienungen und Steuerelemente auf Funkbasis.

## Geschichte
Das X10-Protokoll wurde 1975 von Pico Electronics in Schottland (Großbritannien) entwickelt und von General Electric gefördert. Es fand daher aber vor allem in den USA Verbreitung.
Vermarktet wurden die Chips durch die X-10 Group in Hongkong, das seinerzeit noch unter britischer Verwaltung stand. In Deutschland wurde eine Lizenz von der Firma Busch-Jaeger in Lüdenscheid erworben, die die Technik unter Busch Timac X-10 bis etwa 1990 auch in Deutschland vermarktet hat, sich aber später zunehmend auf den europäischen Installationsbus (EIB kabelgebunden oder EIB Powernet) umstellte.
Großtechnische Anwendungen vom Timac-X10 sind Ende der 1980er Jahre durch die Firma Enertech aus Nordrhein-Westfalen unter der Leitung von Detlef Harpers realisiert worden, indem das X-10 Protokoll nur zum Ausschalten überflüssiger Energieverbraucher (bis zu 1300 Schaltpunkte) genutzt wurde. Hier wurden in Schulen 35 Prozent Energieeinsparung realisiert, ohne auch nur einen neuen Draht zu verlegen.
Der Hauptnachteil des X10-Protokolls ist eigentlich nicht die niedrige Datenübertragungsrate oder der auf 256 Kanäle (Lichtschalter, Rollladensteuerungen, Thermostaten und so weiter) begrenzte Adressraum. Das Protokoll sah keinerlei Rückmeldung vor, sodass höherwertige Aufgaben, die Schaltsicherheit erforderten (zum Beispiel zuverlässige Störmeldungen), nicht realisiert werden konnten.
In Deutschland erschwerten zwei Hauptprobleme die Verwendung von X-10:
1. das haushaltsübliche Drehstromnetz
2. die geringen erlaubten leitungsgebundenen Signalstärken. X-10 konnte nur legal unterhalb der 5-mW-Sendeleistungsbagatellgrenze betrieben werden.

Die eigentlich ordentlich funktionierenden Geräte mussten in Deutschland für die Zulassung in ihrer Sendeleistung soweit abgesenkt werden, dass ein Plug and Play-Betrieb nahezu unmöglich war. Ein elektronisches Vorschaltgerät für Leuchtstofflampen beispielsweise konnte das X-10-Signal mit den erlaubten 5 mW überdecken.
Weiterhin hatten die integrierten Schaltkreise keine Pegelregelung – mit knapp 300 mW Sendeleistung waren sie allen Impedanzschwankungen des Stromnetzes bei 120 kHz gewachsen. Die für Deutschland auf 5 mW abgesenkten Geräte hatten somit auch keine Pegelregelung – jeder noch so kleine Funkentstörkondensator war der sichere Untergang für das Signal.
Das Dreiphasen-Drehstromnetz ist im angelsächsischen Raum nahezu unbekannt. Der Entwickler hatte dieses beim Protokollentwurf trotzdem vorsorglich berücksichtigt und die Signale alle 120 ° nach dem Nulldurchgang wiederholt, so dass sich alle Steuerimpulse in allen Phasen im Nulldurchgang wiederfanden. Die Signale müssen dazu in Drehstrominstallationen zwischen den drei Außenleitern durch Koppelglieder übertragen werden, sodass ein auf einer der Phasen ausgesendetes Signal einen Verbraucher auf einer anderen Phase erreichen kann. In den USA gibt es nur einphasige Hausinstallations-Netze – und daher gab es auch diesbezüglich keine Probleme. General Electric vermarktete X-10 bis heute recht erfolgreich.
Zur Automatisierung größerer Gebäude wurden auch in den USA alternative Steuerungsprotokolle entwickelt (etwa CEBus). Wegen der geringen Anschaffungskosten fanden X10-Geräte in den USA weiterhin eine steigende Verbreitung. Das wiederum führte dazu, dass nicht nur neu entwickelte X10-Geräte auf den Markt kamen, sondern dass auch das Protokoll für neue Funktionen erweitert wurde, und dass X10 in den USA einen hohen Verbreitungsgrad bei der privaten Hausautomatisierung erreichte.

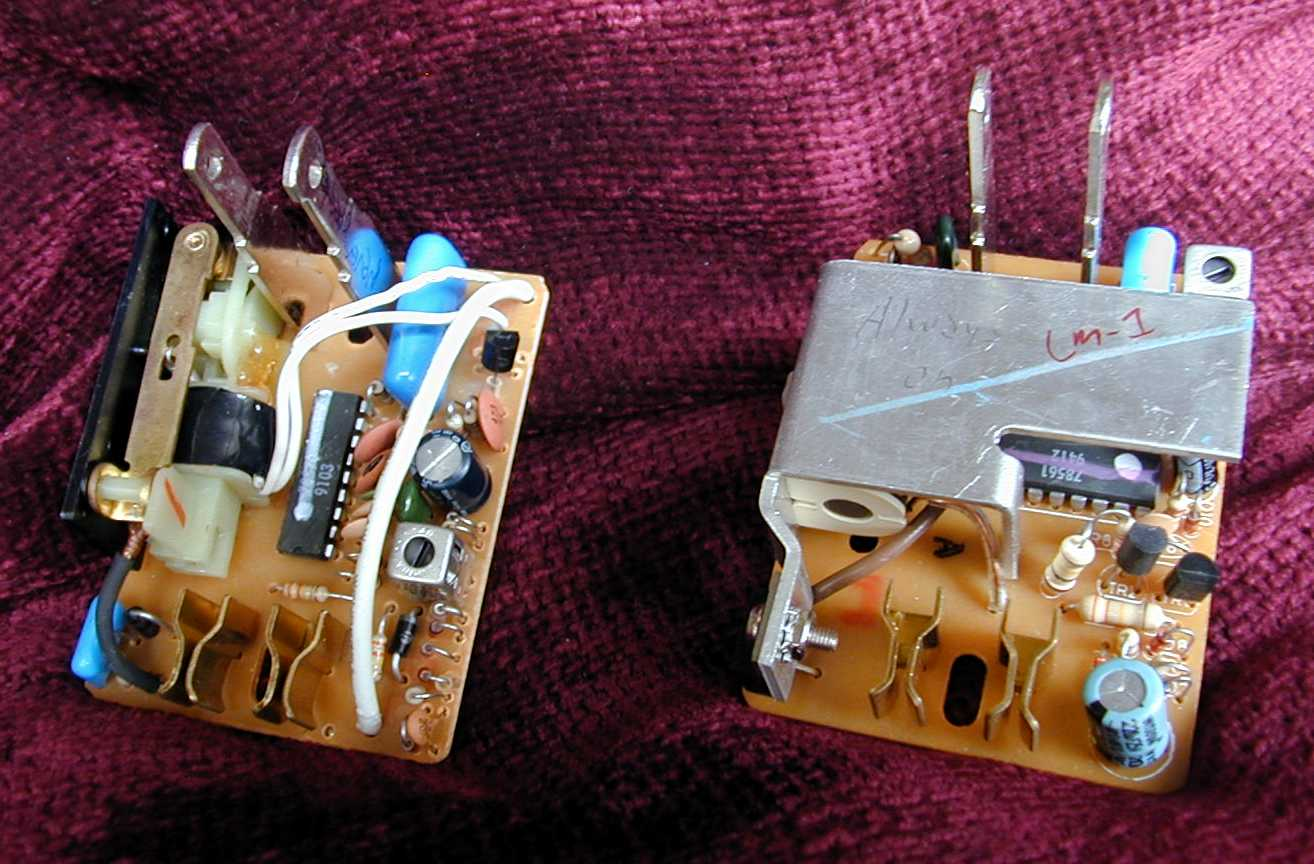
Die Elektronik von X10-Modulen: links ein appliance module (Fernschalter), rechts ein lamp module (ferngesteuerter Dimmer)

Diese Entwicklung in den USA bewirkte, dass X10 auch in Europa wieder interessant wurde. Obwohl die Geräte unabhängig von der Netzfrequenz nur im Nulldurchgang senden, konnten die kostengünstigen amerikanischen X10-Geräte wegen der anderen Netzspannung (und der fehlenden Zulassung) in Deutschland nicht verwendet werden. Anders ist es bei der amerikanischen Hausautomationssoftware. Sie kann auch in Deutschland in Verbindung mit X10-Geräten eingesetzt werden. Hinsichtlich des Empfängers leistungsfähigere X10-Geräte für 230 V, 50 Hz mit CE-Zulassung werden von mehreren europäischen Firmen angeboten und sind inzwischen auch wieder in Deutschland erhältlich. Besonders interessant sind kleine X10-Empfänger, die in den Schalter- und Abzweigdosen der Hausinstallation eingebaut werden können, sodass die Umstellung auf Hausautomation ohne größere Veränderungen an der bestehenden Installation möglich ist.
Die o. g. damaligen Probleme mit elektronischen Vorschaltgeräten in den zu steuernden Verbrauchern (z. B. Energiesparlampen, Leuchtstoffröhren oder auch LED-Leuchtmittel) sind heute in der Regel mit den aktuellen Europäischen X-10-Produkten kein Problem mehr.